# Karol Machalski

Karol Machalski s. Maurycego Student we Lwowie

Karol Maksymilian Marian Machalski (ur. 17 maja 1884 w Marmande, Francja, zm. 15 lipca 1966 w Chorzowie) – polski inżynier budownictwa, pedagog.

## Życiorys
Urodził się w rodzinie Maurycego i Marguerite z domu Maldant. Po ukończeniu gimnazjum we Lwowie rozpoczął studia na Wydziale Inżynierii tamtejszej Politechniki, ukończył je w 1910. 29 czerwca 1912 roku w Wiedniu ożenił się z Heleną Daszkiewicz. Należał do Polskiego Towarzystwa Politechnicznego we Lwowie, w 1917 pełnił funkcję sekretarza. W 1918 jako ochotnik uczestniczył w walkach w obronie Lwowa. 4 czerwca 1920 wspólnie z Romanem Völpelem i Zbigniewem Wlassicsem założył przedsiębiorstwo budowlane „Zespół inżynierów Machalski, Völpel, Wlassics”. W dniu 6 grudnia 1925 poślubił Zofię z Borysiewiczów, w 1927 para opuściła Lwów, zamieszkali w Chorzowie. Po przeprowadzce Karol Machalski kierował wydziałem drogowym Śląskich Technicznych Zakładów Naukowych w Katowicach, równocześnie był prezesem Związku Zawodowego Inżynierów i Techników oraz zarządzał Okręgowym Stowarzyszeniem Naczelników Szkół Zawodowych. Był wiceprezesem Stowarzyszenia Inżynierów i Techników w Chorzowie oraz członkiem Stowarzyszenia Inżynierów Budowlanych RP. W 1945 zaangażował się w tworzenie Państwowych Szkół Budownictwa w Bytomiu. W 1950 przeszedł na emeryturę. Zmarł w 1966, spoczywa na Cmentarzu Parafialnym św. Jadwigi w Chorzowie (kw. A5, 7 rząd, grób 3).